# コンフォートホテル
コンフォートホテル（Comfort Hotel）は、チョイスホテルズインターナショナルがグリーンズと提携して設立したチョイスホテルズジャパンを通じて日本で展開しているビジネスホテルチェーンのブランドである。

## 概要
- 全世界で17万室以上展開している。日本では、51店舗が開業し、今後も全国展開を進めている。
- コンセプトは「快適性と機能性を重視した宿泊特化型のホテル」であり、ほとんどの店舗が主要都市、駅周辺に位置している。
- 料金は前払い式。電話料金等、追加分はチェックアウト時精算となる。
- おもな特徴は、以下に列挙する。レディースルーム以外は、ほぼ全店舗共通である。
  - 全館全室禁煙
  - 朝食無料サービス（提供時間06:30 - 09:00もしくは06:30 - 09:30）
    - 但し一部ホテルはメニューが異なり、コンフォートインの京都四条烏丸と福岡天神及びロードサイド型店舗、コンフォートスイーツ東京ベイ、アセンドホテルコレクション、コンフォートホテルERAは有料となる。

  - 朝刊無料サービス（ロビーにて提供）
  - 客室内インターネット無料接続サービス（基本は無線LANだが、希望すれば有線LANも可能）
  - 無料コーヒーサービス（店舗によっては茶・オレンジジュースも提供される。提供時間15：00 - 24:00）
  - 無料インターネット閲覧用パソコン設置（フロント前もしくはロビーにある公共パソコン。無料プリントアウトも可）
  - ノートパソコン有料貸出サービス（1回500円）
  - 女性専用のレディースルーム
  - VOD（有料）

## チョイスピロー
チョイスピローとはロフテー社と共同開発した枕で、コンフォートホテル及びクオリティホテルの客室に標準装備されている。
仰向け横向きに対応し、無理なく頚椎を支える構造を持ち、寝返りをうちやすいとされる。

## アセンドホテルコレクション
2023年7月にアメリカから上陸したチョイスホテルズインターナショナルのホテルコレクションブランド。日本ではhotel around TAKAYAMA,Ascend Hotel Collectionがその第一号店となる。

## コンフォートホテルERA
2023年9月から一部のホテルをリブランドして誕生するホテルブランド。「Excite」「Refresh」「Active」の3つをキーワードに、自分らしい旅を楽しむための、アクティブな旅人に寄り添う新しいホテルステイを提供する。

## コンフォートイン（ロードサイド型）
ソラーレ ホテルズ アンド リゾーツの子会社・SHRロードサイドインが運営していたロードサイド型チサン イン22ホテルを賃借、チョイスホテルズジャパンの親会社であるグリーンズが運営しているチョイスホテルズのコンフォートブランドの一つである「コンフォートイン」への転換が2024年5月に発表された。5月から順次チサン インでの営業を終了し、7月から10月にかけて順次リブランドオープンする予定である。

## ホテル一覧

### 営業中のホテル

#### 北海道
- コンフォートホテル札幌すすきの（北海道札幌市）
- コンフォートホテル函館（北海道函館市）
- コンフォートホテル釧路（北海道釧路市）
- コンフォートホテル帯広（北海道帯広市）
- コンフォートホテル北見（北海道北見市）
- コンフォートホテル苫小牧（北海道苫小牧市）

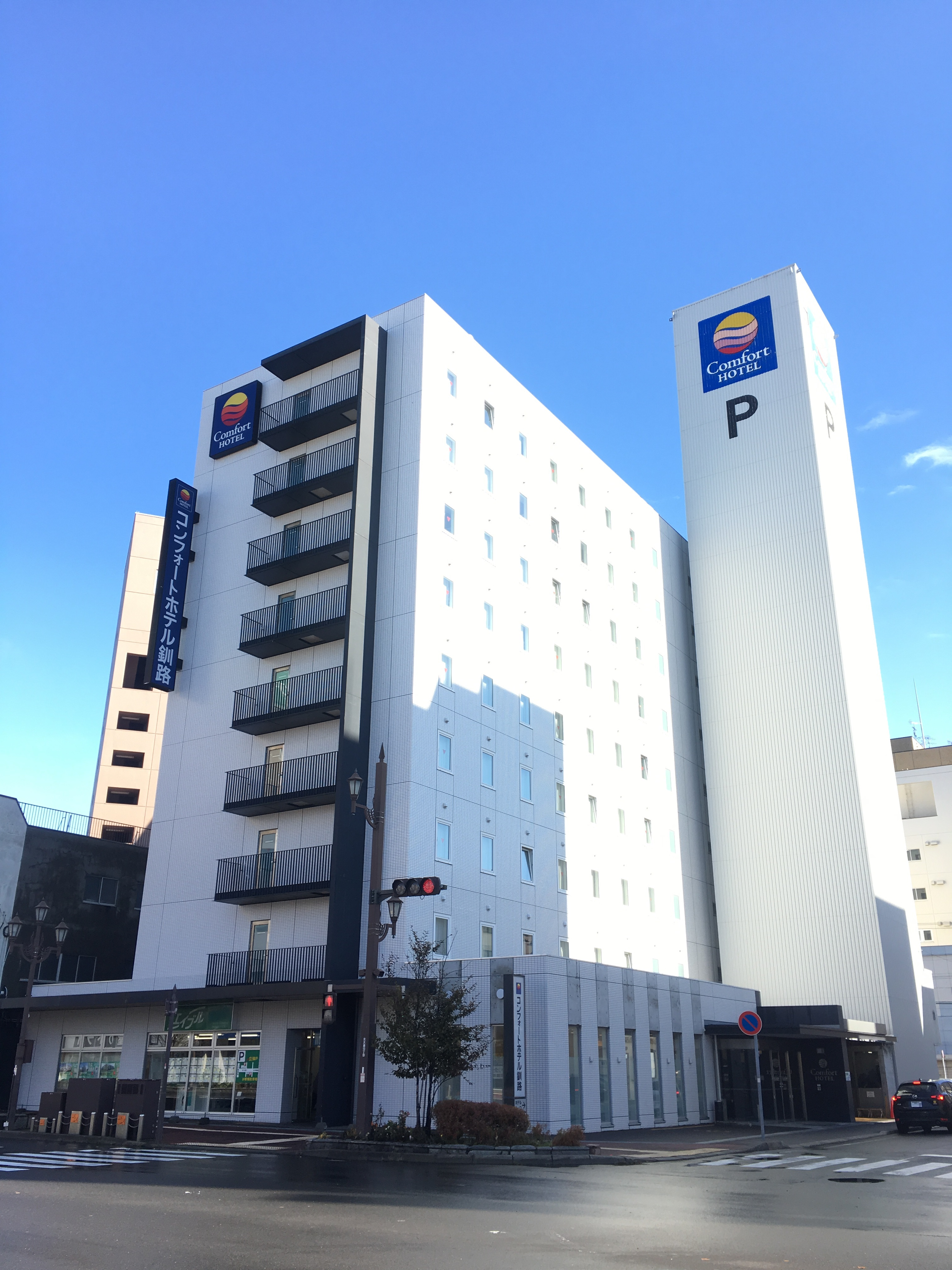
コンフォートホテル釧路
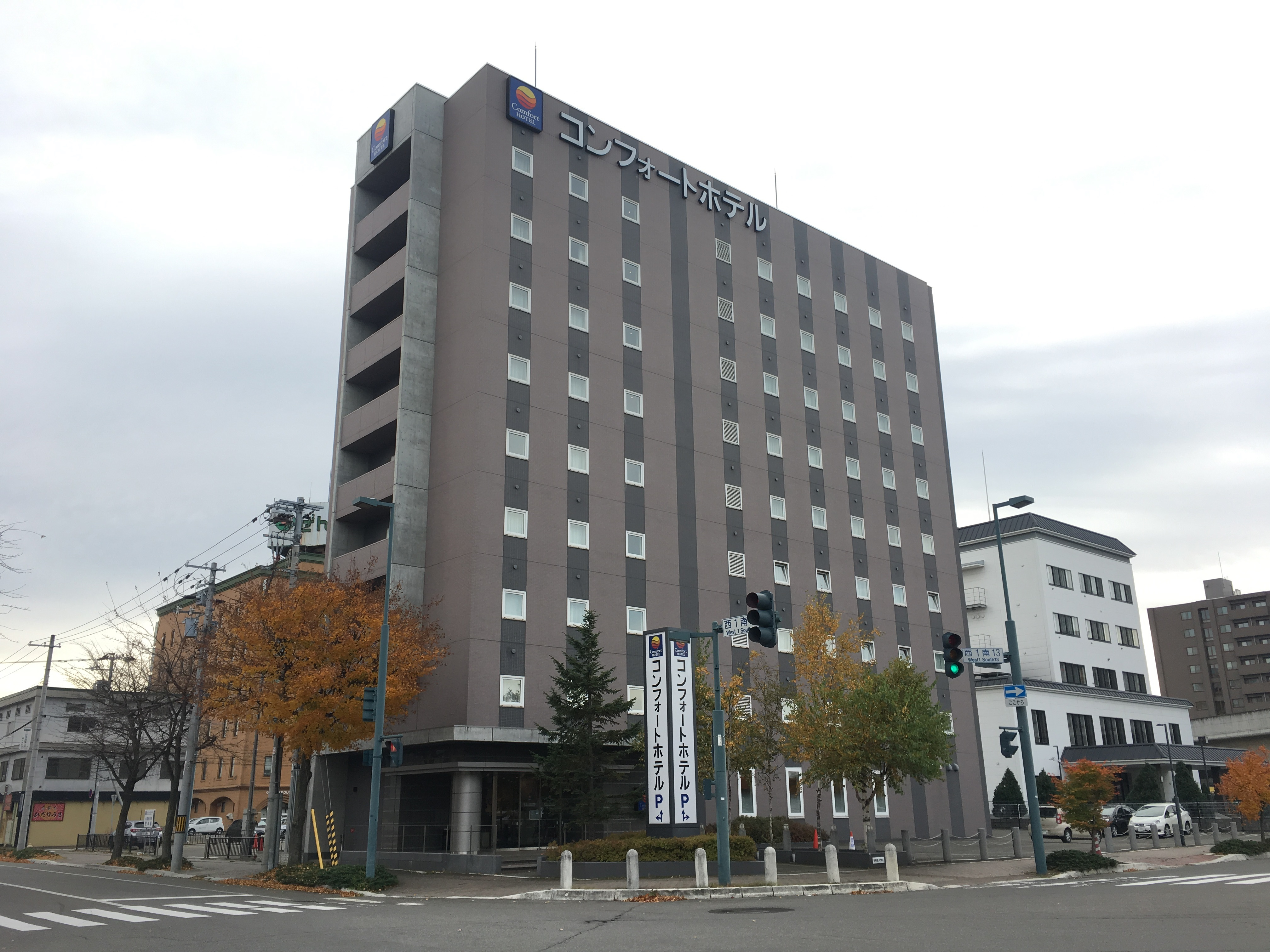
コンフォートホテル帯広
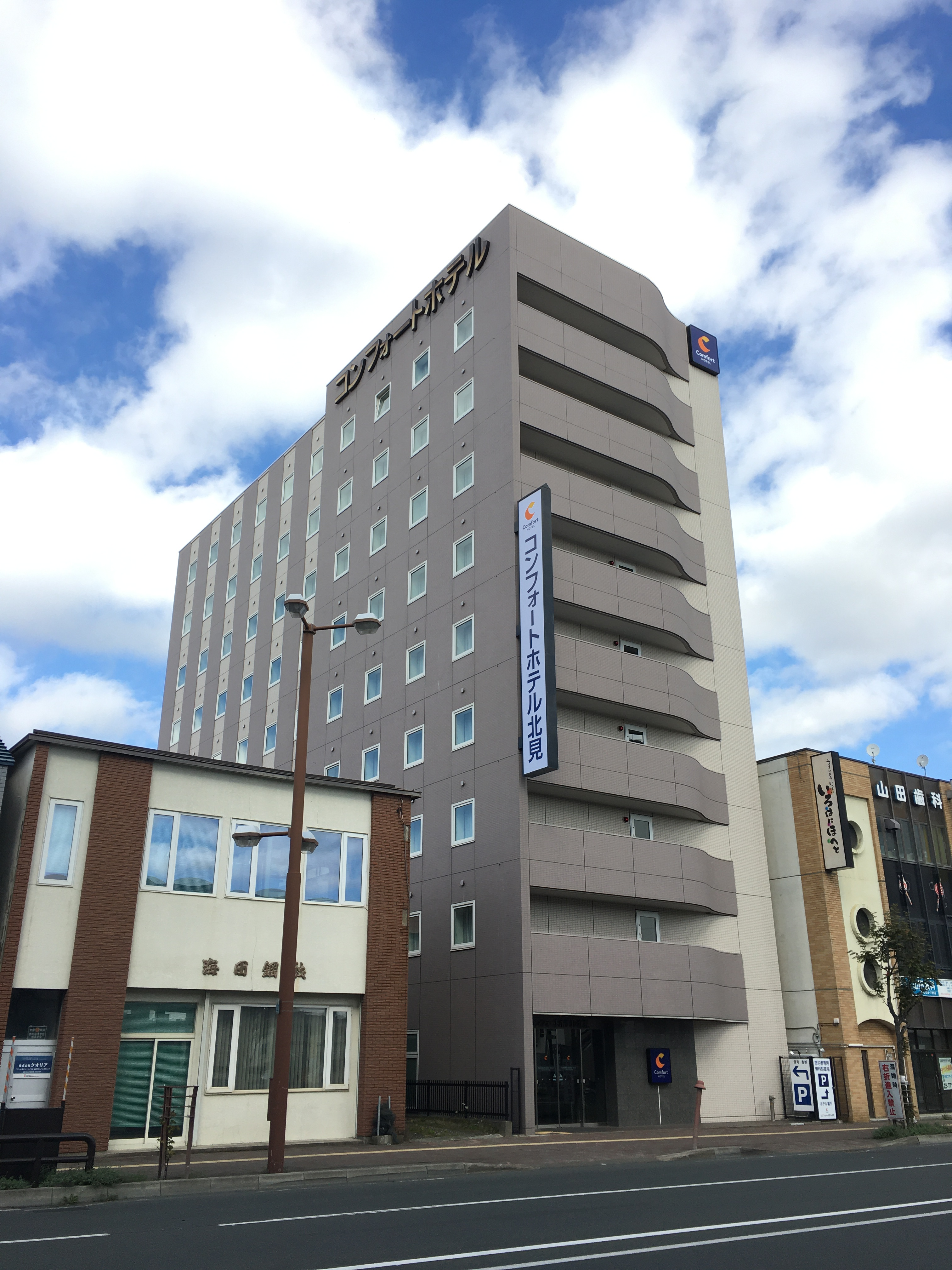
コンフォートホテル北見

#### 東北
- コンフォートホテル八戸（青森県八戸市）
- コンフォートホテル北上（岩手県北上市）
- コンフォートホテル仙台東口（宮城県仙台市）
- コンフォートホテル仙台西口（宮城県仙台市）
- コンフォートホテル秋田（秋田県秋田市）
- コンフォートホテル山形（山形県山形市）
- コンフォートホテル天童（山形県天童市）
- コンフォートホテル郡山（福島県郡山市）
- コンフォートイン福島西インター（福島県福島市、旧：チサン イン 福島西インター）
- コンフォートイン一関インター（岩手県一関市、旧：チサン イン 岩手一関インター）

#### 関東
- コンフォートインひたちなか（茨城県ひたちなか市、旧：チサン イン ひたちなか）
- コンフォートイン鹿島（茨城県鹿嶋市）
- コンフォートイン土浦阿見（茨城県稲敷郡、旧：チサン イン 土浦阿見）
- コンフォートイン宇都宮鹿沼（栃木県宇都宮市、旧：チサン イン 宇都宮鹿沼）
- コンフォートイン佐野藤岡インター（栃木県佐野市、旧：チサン イン 佐野藤岡インター）
- コンフォートホテル前橋（群馬県前橋市）
- コンフォートホテル成田（千葉県成田市）
- コンフォートスイーツ東京ベイ（千葉県浦安市）
- コンフォートホテル東京神田（東京都千代田区）
- コンフォートホテルERA東京東神田（東京都千代田区） - 2025年2月5日にコンフォートホテル東京東神田からリブランド
- コンフォートホテル東京東日本橋（東京都中央区）
- コンフォートホテル東京清澄白河（東京都江東区）
- コンフォートホテル横浜関内（神奈川県横浜市）
- コンフォートイン千葉浜野 R16（千葉県千葉市、旧：チサン イン 千葉浜野R16）

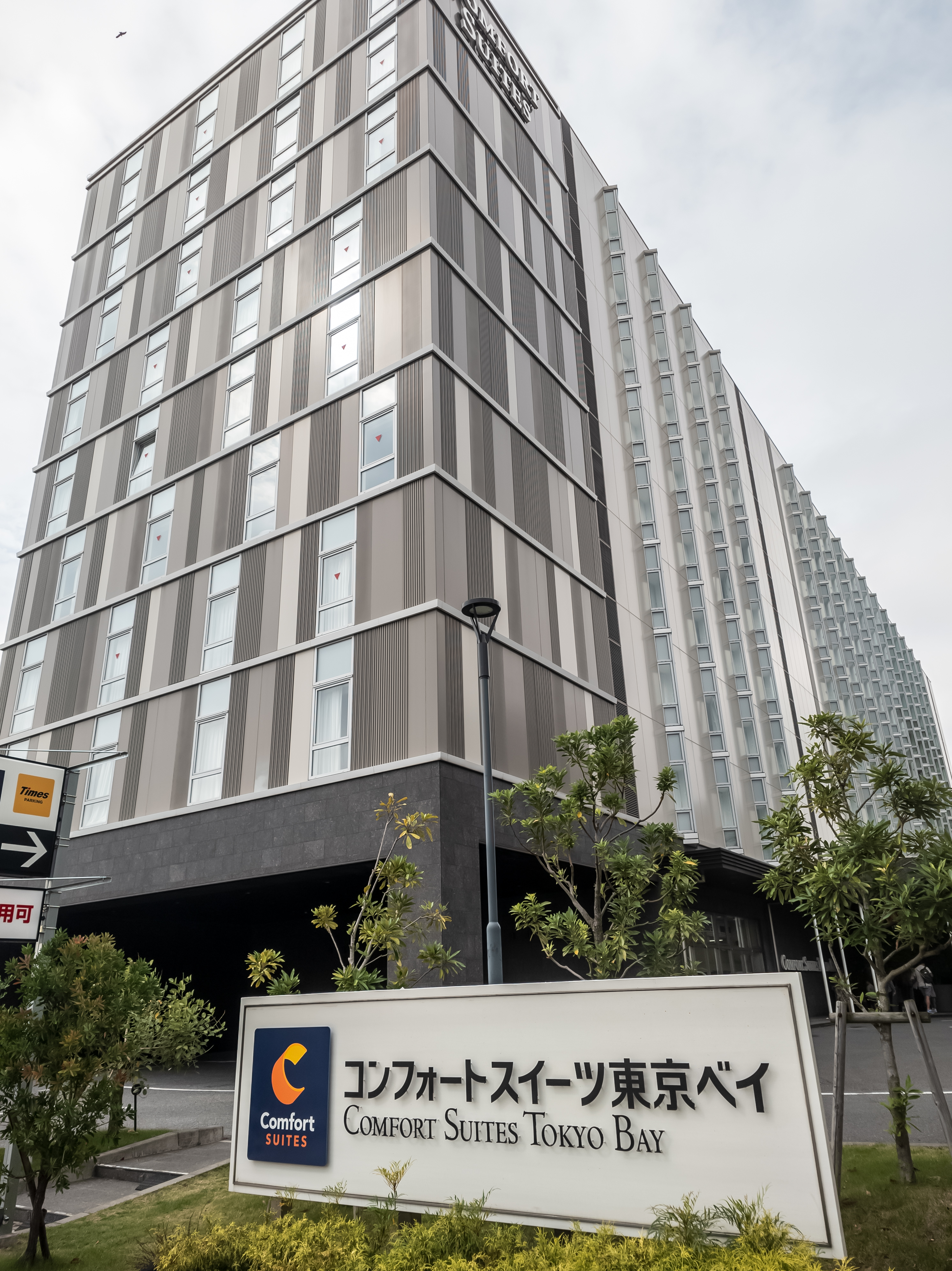
コンフォートスイーツ東京ベイ

#### 北陸・甲信越
- コンフォートホテル新潟駅前（新潟県新潟市）
- コンフォートイン新潟中央インター（新潟県新潟市、旧：チサン イン 新潟中央インター）
- コンフォートイン新潟亀田（新潟県新潟市） - 旧ベストイン新潟南
- コンフォートホテル燕三条（新潟県三条市）
- コンフォートホテル富山駅前（富山県富山市）
- コンフォートイン福井（福井県福井市、旧：チサン イン 福井）
- コンフォートイン甲府昭和インター（山梨県甲府市、旧：コンフォートイン甲府）
- コンフォートイン甲府石和（山梨県笛吹市、旧：チサン イン 甲府石和）
- コンフォートイン諏訪インター（長野県諏訪市、旧：チサン イン 諏訪インター）
- コンフォートイン塩尻北インター（長野県塩尻市、旧：チサン イン 塩尻北インター）
- コンフォートイン軽井沢（長野県北佐久郡軽井沢町、旧：チサン イン 軽井沢）

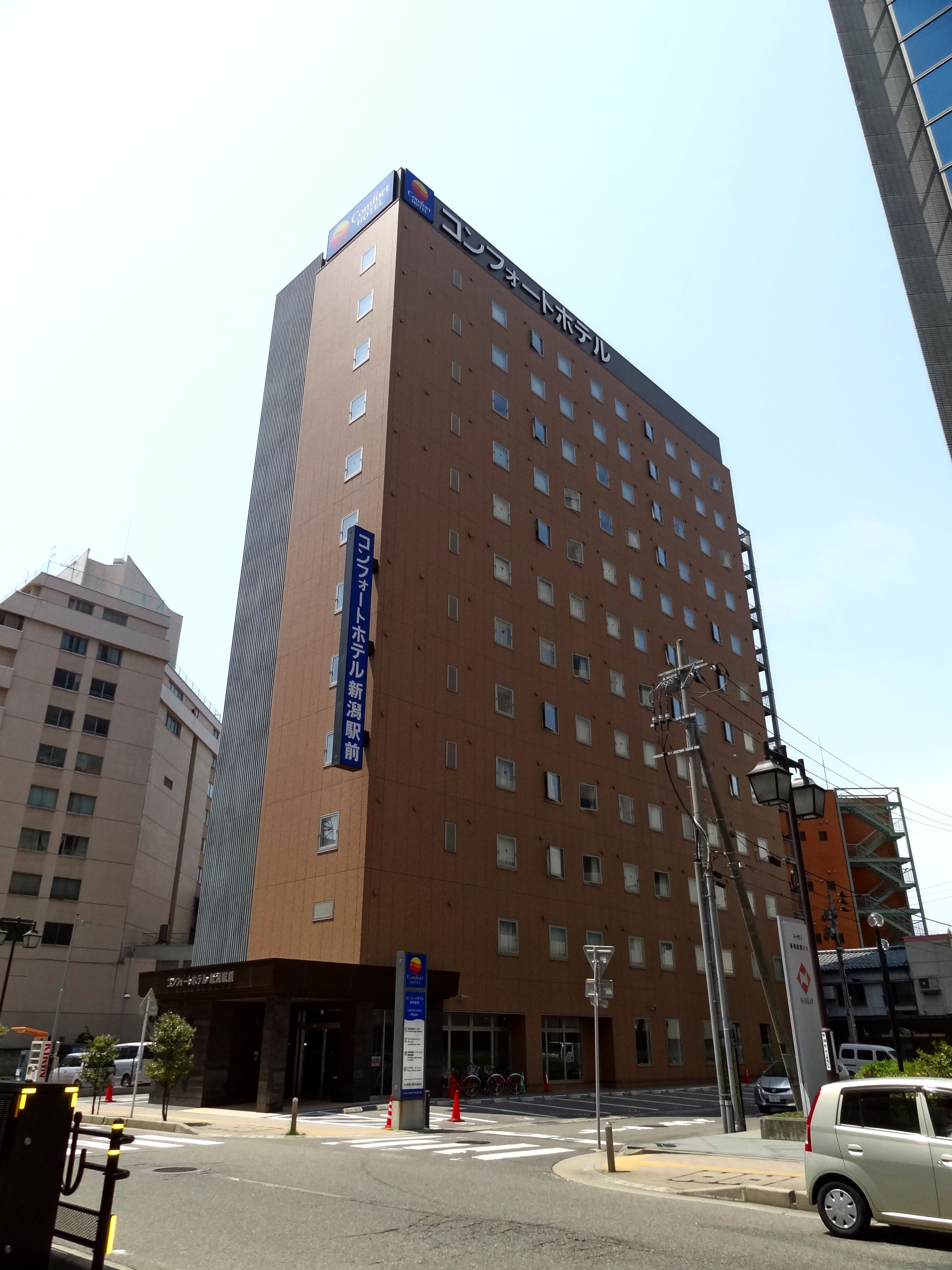
コンフォートホテル新潟駅前

#### 東海
- コンフォートホテル浜松（静岡県浜松市）
- コンフォートホテル岐阜（岐阜県岐阜市）
- コンフォートイン大垣（岐阜県大垣市）
- hotel around TAKAYAMA,Ascend Hotel Collection（岐阜県高山市）
- コンフォートホテル名古屋新幹線口（愛知県名古屋市）
- コンフォートホテル名古屋名駅南（愛知県名古屋市）
- コンフォートイン名古屋栄駅前（愛知県名古屋市）
- コンフォートホテル名古屋金山（愛知県名古屋市）
- コンフォートホテル刈谷（愛知県刈谷市）
- コンフォートホテル豊川（愛知県豊川市） - 旧クオリティホテル豊川
- コンフォートイン豊川インター（愛知県豊川市、旧：チサン イン 豊川インター）
- コンフォートホテル豊橋（愛知県豊橋市）
- コンフォートホテル中部国際空港（愛知県常滑市）
- コンフォートホテル四日市（三重県四日市市）
- コンフォートホテル鈴鹿（三重県鈴鹿市）
- コンフォートホテル伊勢（三重県伊勢市） - 2025年1月30日にコンフォートホテルERA伊勢へリブランド予定

#### 近畿
- コンフォートホテル彦根（滋賀県彦根市）
- コンフォートホテル大阪心斎橋（大阪府大阪市）
- コンフォートホテル堺（大阪府堺市） - 旧ホテル南海さかい
- コンフォートホテル姫路（兵庫県姫路市）
- コンフォートホテル奈良（奈良県奈良市）
- コンフォートホテル和歌山（和歌山県和歌山市）
- コンフォートホテル紀伊田辺（和歌山県田辺市）
- コンフォートイン京都四条烏丸（京都府京都市）
- コンフォートホテル京都堀川五条（京都府京都市）
- コンフォートホテルERA京都東寺（京都府京都市） - 2023年9月13日にコンフォートホテル京都東寺からリブランド
- コンフォートホテルERA神戸三宮（兵庫県神戸市） - 2023年9月20日にコンフォートホテル神戸三宮からリブランド
- コンフォートイン姫路夢前橋（兵庫県姫路市、旧：チサン イン 姫路夢前橋）

#### 中国
- コンフォートホテル広島大手町（広島県広島市）
- コンフォートホテル呉（広島県呉市）
- コンフォートホテル新山口（山口県山口市）
- コンフォートイン倉敷水島（岡山県倉敷市、旧：チサン イン 倉敷水島）

#### 四国
- コンフォートホテル高知（高知県高知市）
- コンフォートホテル松山（愛媛県松山市）
- コンフォートホテル高松（香川県高松市）
- コンフォートイン善通寺インター（香川県丸亀市、旧：チサン イン 丸亀善通寺）

#### 九州
- コンフォートホテル小倉（福岡県北九州市）
- コンフォートホテル黒崎（福岡県北九州市）
- コンフォートホテル博多（福岡県福岡市）
- コンフォートホテル佐賀（佐賀県佐賀市）
- コンフォートホテル熊本新市街（熊本県熊本市）
- コンフォートイン福岡天神（福岡県福岡市） - 旧ザ・ビー 福岡 天神
- コンフォートイン宗像（福岡県宗像市、旧：チサン イン 宗像）
- コンフォートイン鳥栖（佐賀県鳥栖市、旧：チサン イン 鳥栖）
- コンフォートイン長崎空港（長崎県大村市、旧：チサン イン 大村長崎空港）
- コンフォートイン熊本御幸笛田（熊本県熊本市南区、旧：チサン イン 熊本御幸笛田）
- コンフォートイン鹿児島谷山（鹿児島県鹿児島市、旧：チサン イン 鹿児島谷山）

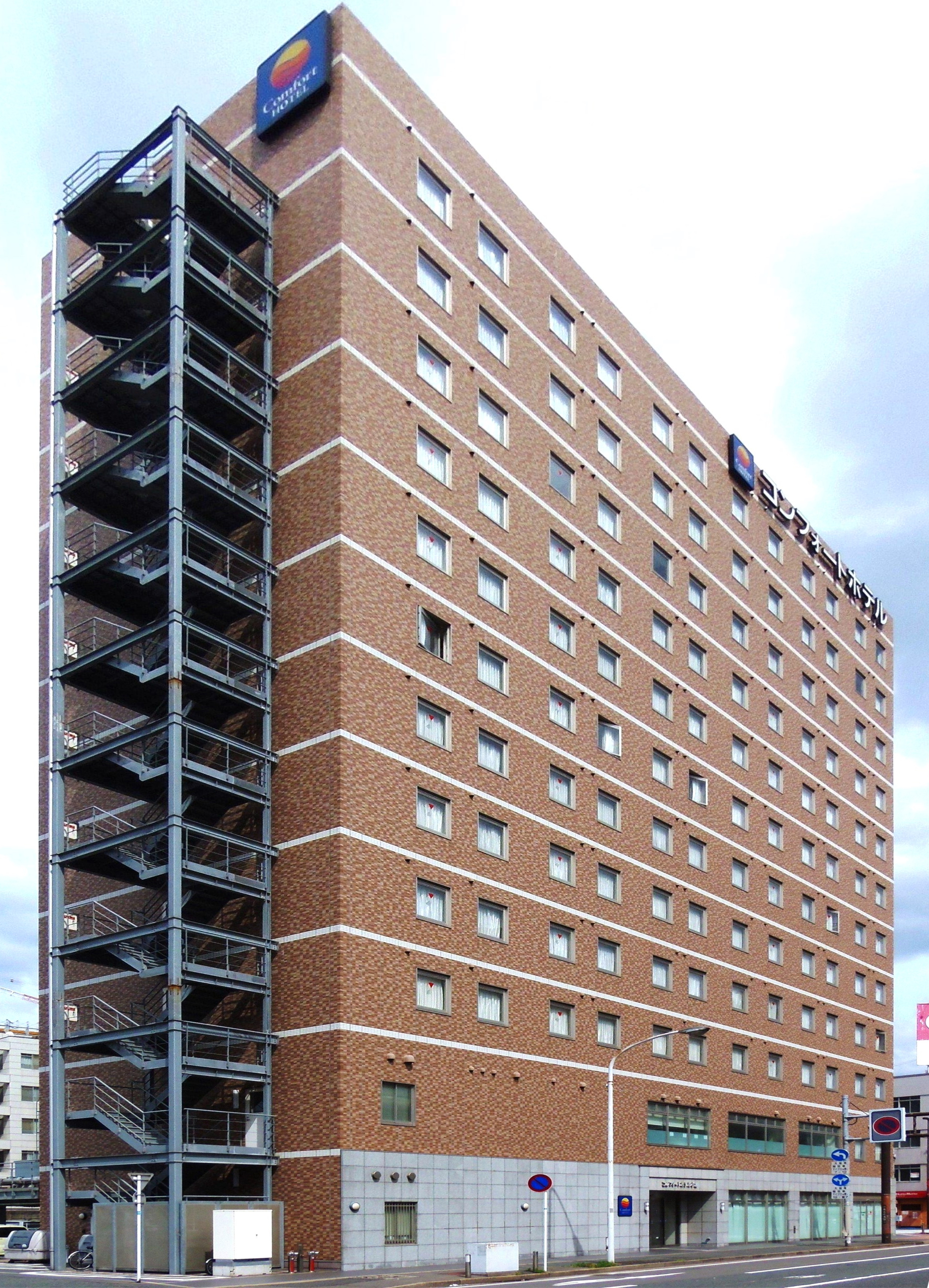
コンフォートホテル小倉
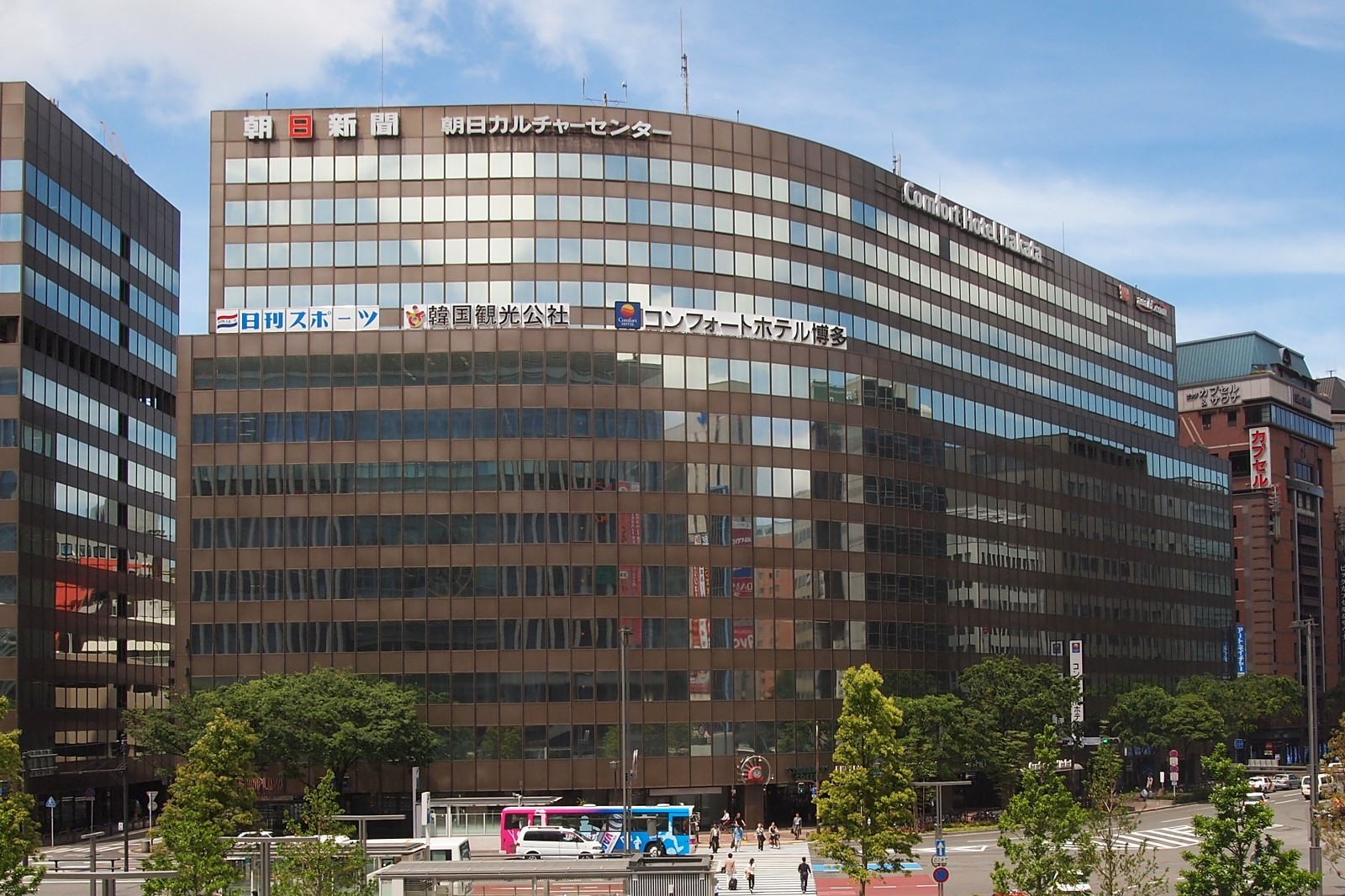
コンフォートホテル博多

#### 沖縄
- コンフォートホテル那覇県庁前（沖縄県那覇市）

### 過去に営業していたホテル
- コンフォートホテル大分（大分県大分市）2010年閉鎖 - 旧大分西鉄グランドホテル
- コンフォートイン京都五条（京都府京都市）2014年1月営業終了 - 現ホテルリブマックス京都五条
- コンフォートホテル名古屋チヨダ（愛知県名古屋市）2015年3月12日営業終了 - 旧ホテルチヨダ名古屋（同年4月20日にKOSCO INNグループのチヨダホテルナゴヤにリブランドオープン）
- コンフォートホテル広島→コンフォートイン広島平和大通（広島県広島市） - 2017年1月1日営業終了。2017年12月1日にホテルエスプル広島平和公園としてオープン。
- コンフォートホテル札幌南3西9 （北海道札幌市） - 2018年5月31日営業終了 - 旧札幌ルナホテル - 現ホテルラフィナート札幌。
- コンフォートホテル小松 （石川県小松市） - 2019年6月30日営業終了。2019年7月1日にホテルエコノ小松としてオープン。
- コンフォートホテル長崎（長崎県長崎市） - 2022年11月30日営業終了。2022年12月27日にアパホテル〈長崎出島〉としてオープン。
- コンフォートホテル長野（長野県長野市） - 2022年12月11日閉館、現：スマイルホテル長野。
- コンフォートホテル岡山（岡山県岡山市）- 旧チサンホテル岡山、2020年9月11日閉館、現：The OneFive Okayama

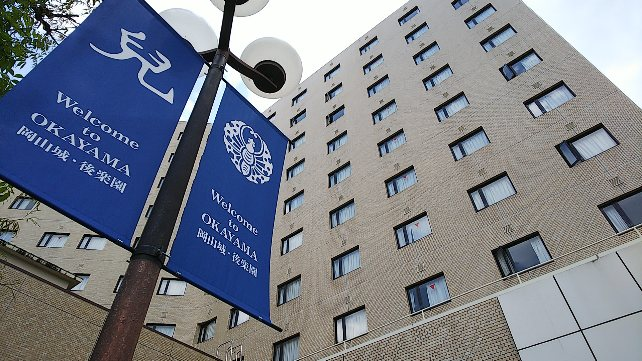
コンフォートホテル岡山